# Răscoala lui Vata
Răscoala păgână a lui Vata a fost o rebeliune a ungurilor din 1046, care a dus la detronarea regelui  Petru Orseolo, martiriul Sfântului Gerard și reinstalarea la conducerea țării a dinastiei Árpád.

## Contextul istoric
Creștinismul a fost adoptat în Ungaria de regele Ștefan I. La moarte lui din 1038, el a fost succedat la tron de nepotul de soră, Petru Orseolo, un nobil venețian. Petru a devenit rapid un monarh nepopular datorită creșterilor de taxe și a implicării mai active în politica externă decât în cea interna. Țăranii maghiari, care erau în cea mai mare parte încă păgâni, l-au suspectat pe Petru că vrea să închine țara Sfântului Imperiu German. În timpul rebeliunii din 1041, cumnatul lui Stefan, Samuel Aba, a preluat conducerea țării și l-a detronat pe Petru. Acesta din urmă a fugit în  Bavaria. În exil, Urselo s-a aliat cu regele german și Împărat Roman Henric al III-lea.
În anii care au urmat, puterea lui Aba a scăzut, în parte din parte din cauza opoziției clerului catolic, care era nemulțumit de tolerarea de către monarh a păgânismului. Petru Urselo, folosindu-se de sprijinul Împăratului roman, s-a reîntors în Ungaria în 1044 și la înfrânt pe Aba în bătălia de la Ménfő. Urseolo și-a recăpătat tronul, dar Ungaria încetase să mai fie independentă, ci devenise un stat vasal al Sfântului Imperiu Roman. A doua domnie a lui Petru avea însă sa fie mai scurtă decât prima. 

## Rebeliunea condusă de Vata
András Béla și Levente erau fii lui Vazul, vărul primului al primului rege maghiar. În timpul domniei lui Aba, ei au fost nevoiți să fugă din țară: Béla în Polonia, iar András și Levente  în Rusia Kieveană. În 1046, András și Béla au revenit în țară la  Újvár (azi Abaújvár) și au câștigat rapid sprijinul popular pentru cucerirea tronului, în special al celor care nu renunțaseră la păgânism, și aceasta în ciuda faptului ca  András se creștinase (Levente rămăsese păgân). După reîntoarcerea lor, a izbucnit o răscoală, pe care  András și Levente au sprijinit-o la început.
În timpul acestei rebeliuni, nobilul păgân Vata (ori Vatha) a preluat conducerea unui grup de răsculați care doreau abolirea creștinismului și revenirea la credințele strămoșeșeti păgâne. În conformitate cu legenda, Vata și-a ras capul, și-a lăsat trei cozi (în conformitate cu tradiția maghiară păgână) și a declarat război creștinilor. Gloatele răsculate ale lui Vata au atacat o serie de biserici și i-au masacrat pe preoți. 
Se povestește că regele Petru ar fi fugit spre  Székesfehérvár, unde a fost însă ucis de orășenii revoltați, iar András, cel mai în vârstă dintre cei trei frați, s-a autoproclamat rege al Ungariei. Cum forțele lui András și Levente se îndreptau în mară spre  Pesta, episcopii  Gerard, Besztrik, Buldi  și Beneta au vrut sa îi iasă în întâmpinare.

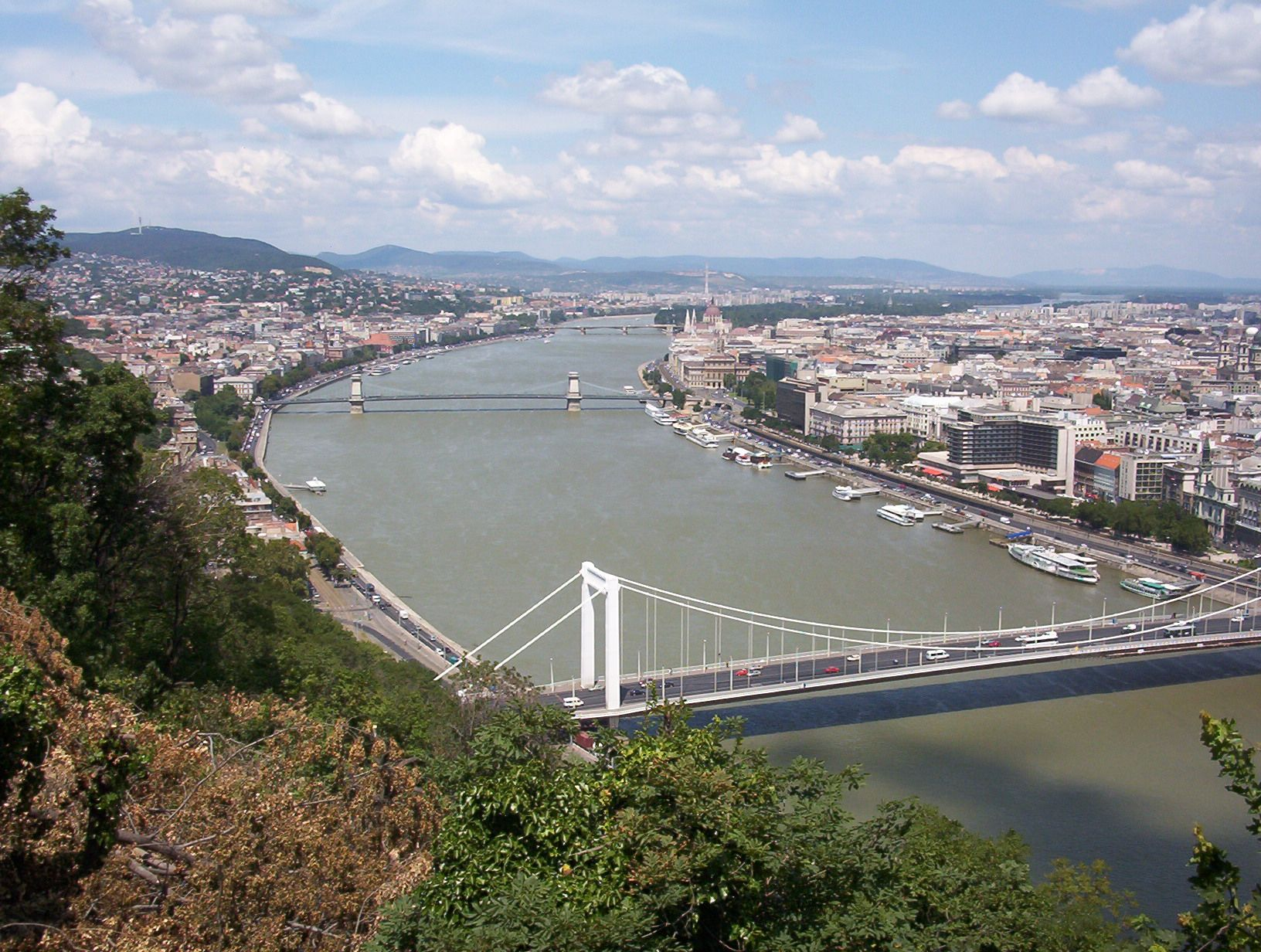
Vedere din Budapeste de pe Dealul Gellért

Pe 25 septembrie, gloatele răsculate conduse de Vata i-au atacat pe episcopi în Pesta. Asupra episcopilor au fost aruncate pietre. Dupa ce Buldi a fost ucis, Gerard a continuat să își  facă semnul crucii în timp ce era lovit, ceea ce i-a înfuriat pe răsculați și mai mult. Gerard a fost ucis pe dealul Kelenhegy, unde a fost urcat intr-un car (unele surse se referă la un butoi), care a fost împins în râpă, spre Dunăre. Besztrik și Beneta au reușit să traverseze fluviul, unde primul a fost rănit de răsculați, mai înainte ca András și Levente să îi salveze. Din grupul episcopilor, doar Beneta a supraviețuit în final .
Gerard a fost  canonizat pentru martiriul lui, iar dealul de pe care a fost aruncat a fost redenumit în maghiară Dealul Gellért. În zilele noastre, acest deal se afla în centrul orașului Budapesta, aici aflându-se un monument care îl comemorează pe sfânt.
La răscoala împotriva regelui au participat și fiii lui Iula (în maghiară Gyula), voievodul Albei Iulia si al Transilvaniei, care fusese detronat de regele Ștefan. Fiii lui Iula urmăreau redobândirea Transilvaniei.

## Urmări
Răscoala lui Vatha a fost ultima încercare importanta de oprire a creștinării Ungariei. Deși András  a primit un sprijin important din partea păgânilor în lupta pentru tron, el nu a întreprins nicio măsură pentru abolirea creștinismului în regat, deși, e adevărat, nu luat nicio măsură împotriva păgânilor. După ce a ajuns la tron, el s-a distanțat de Vatha și oamenii lui. 